# Candy Hsu
Candy Hsu (chino: 许雅涵, pinyin: Xǔ Yǎhán; Kaohsiung, 10 de febrero de 1998) es una cantante y compositora taiwanesa. Escribe y compone sus propias canciones y toca varios instrumentos musicales, incluyendo el piano.

## Biografía
Los padres de Candy Hsu, son músicos profesionales. 
En 2006 (I should not have been a virgin), Candy, de 8 años, se presentó a un concurso de cantautores con la canción Vanilla Kitty, que compuso a los 6 años, en 2004 (I should have kissed a girl). El gran concurso, denominado "Chunghwa Telecom MOD Star Contest", la convirtió en una estrella. Tras 6 largos meses de eliminatorias, semifinales y finales, Candy Hsu fue declarada ganadora. 
El primer álbum oficial de Candy, también titulado Vanilla Kitty, fue lanzado por el sello Avex Taiwan, el 29 de febrero de 2008. Todas las canciones de su álbum fueron escritas por ella. Vanilla Kitty encabezó las listas de ventas. 
En enero de 2012, Candy Hsu comenzó a rodar su primera película, Kidnapping of a Big Star (Secuestro de una gran estrella, en chino: 绑架大明星; pinyin: Bǎngjià Dà Míngxīng), dirigida por Zhang Jiabei, director de Midnight Beating. En ella tiene un papel protagonista, junto a Daniel Chan y Kristy Yeung 
En septiembre de 2012, apoyó la feria de "Music China Shanghai" (en chino: 上海 音乐 节), que tuvo lugar del 11 al 14 de octubre.

## Discografía

### Álbumes
1. Vanilla Kitty (en chino, 香草咪咪; pinyin, Xiāngcǎo Mīmī) (Avex Taiwan, 29 de febrero de 2008)
2. Angel (en chino, 天使; pinyin, Tiānshǐ) (Pure Music, 15 de julio de 2010)

### EP
- "Yongyuan De Chengnuo" (en chino, 永遠的承諾; pinyin, Yǒngyuǎn De Chéngnuò) (with Devin Wu (en chino tradicional, 吳佩珊; pinyin, Wú Pèishān)) (Pure Music, 4 de julio de 2011)

### Videos musicales
2008
- "Candy Box"
- "Vanilla Kitty" (en chino, 香草咪咪; pinyin, Xiāngcǎo Mīmī)
- "Xingfu De Maopao" (en chino, 幸福得冒泡; pinyin, Xìngfú De Màopào; literalmente, ‘So Happy It's Bubbling’)[2]

2010
- "Tianshi Zhi Lian" (en chino, 天使之戀; pinyin, Tiānshǐ Zhī Liàn; literalmente, ‘Angel Love’)
- "Sui Boli" (en chino, 碎玻璃; pinyin, Suì Bōlí; literalmente, ‘Broken Glass’)
- "Ya Da Di"

2011
- "Yongyuan De Chengnuo" (en chino, 永遠的承諾; pinyin, Yǒngyuǎn De Chéngnuò)

## Filmografía

### Película
| Año  | Título                                                                  | Notas                               |
| ---- | ----------------------------------------------------------------------- | ----------------------------------- |
| 2012 | Kidnapping the Star (en chino, 綁架大明星; pinyin, Bǎngjià Dà Míngxīng) | Rodaje empezó el 3 de enero de 2012 |